# Gliceraldehidă
Gliceraldehida (denumită și gliceral sau aldehidă glicerică) este o monozaharidă, din categoria triozelor, cu formula C3H6O3.  Este un solid cristalin, incolor și cu gust dulce, fiind un compus intermediar al metabolismului glucidic. Denumirea provine de la cuvintele glicerol și aldehidă, deoarece gliceraldehida este aldehida glicerolului obținută prin oxidarea blândă a unei grupe hidroxil primare.

## Structură
Gliceraldehida conține un centru de chiralitate și de aceea pot exista doi enantiomeri (izomeri optici) diferiți: 
- R din latinescul rectus însemnând „dreapta”, sau
- S din latinescul sinister însemnând „stânga”

Gliceraldehida este importantă, întrucât examinarea structurii acesteia ajută la observarea structurilor monozaharidelor. 
|                     | d-gliceraldehidă (R)-gliceraldehidă (+)-gliceraldehidă | l-gliceraldehidă (S)-gliceraldehidă (−)-gliceraldehidă |
| Proiecție Fischer   | D-gliceraldehidă                                       | L-gliceraldehidă                                       |
| Formulă structurală | D-gliceraldehidă                                       | L-gliceraldehidă                                       |
| Model cu bile       | D-gliceraldehidă                                       | L-gliceraldehidă                                       |